# Piel de Sapo

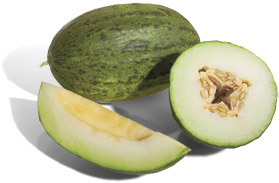
Piel de sapo

Piel de sapo je odrůda melounu pocházející ze Španělska. Známá je i pod názvy: santakruzský meloun, vánoční meloun, želví meloun.

## Klasifikace
Piel de sapo je poddruh cukrových melounů (Cucumis melo) z čeledi tykvovitých (Cucurbitaceae) a plodem je z botanického hlediska bobule, jedná se tedy o ovoce.[zdroj?]

## Popis
Květy této rostliny jsou jasně žluté.
Oválný plod má silnou, hrbolatou kůru tmavě zelené barvy. (Žlutý kultivar se označuje jako kanárský meloun, nebo také Amarillo.) Dužina je bílá až nazelenalá, silná cca 4 centimetry. Uprostřed té jsou uložena pohromadě semena. 

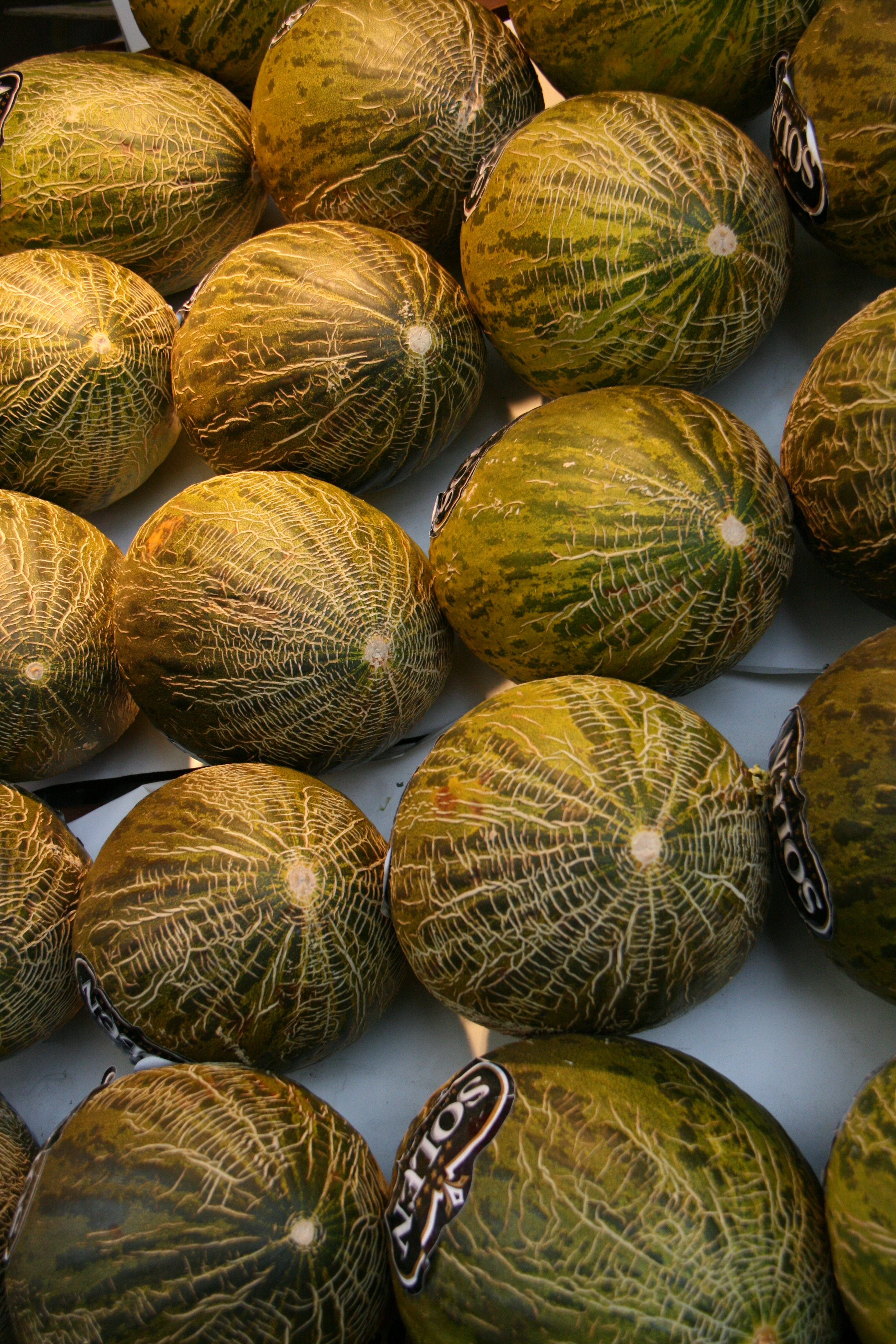
Melouny Piel de sapo

## Pěstování
V domácím Španělsku se každoročně pěstuje Sapo de piel na asi 30 000 hektarech půdy. Nejvýznamnější regiony z hlediska produkce jsou La Mancha a Murcie. V těchto oblastech také zplaňuje a hybridizuje s jinými melouny. 
Kromě Pyrenejského poloostrova se tato odrůda v současnosti pěstuje také v Brazílii, Kalifornii, Arizoně a Austrálii. Australská produkce dosahuje ročně 230 000 tun. Vyváží se do celého světa, přičemž severní polokoule zásobuje trh od jara do podzimu a jižní přes zimní období.
Tento meloun dozrává asi 110 dní po výsadbě. 

## Využití
Výhoda oproti jiným odrůdám tohoto ovoce je dlouhá skladovatelnost, v průměru vydrží o šest týdnů déle než jiné melouny. Od toho pochází přezdívka vánoční meloun: vydrží až do Vánoc.
Chuťově se tento meloun podobá odrůdě honeydew, ale není tak sladký.

## Nutriční hodnoty
Na 100 gramů dužiny připadá 7 g cukru, 0,1 g tuku a 0,6g proteinů a celkem 31 kalorií. 